# Муцівський шлях
Му́цівський шля́х (яп. 奥州街道, おうしゅうかいどう, МФА: [oːɕuː gai̯doː]) — дорога в домодерній Японії, один з п'яти головних шляхів 17 — 19 століття. Названий за іменем провінції Муцу. Пролягав у Північно-Східній Японії, у тихоокеанського берега острова Хонсю. Зв'язував політично-адміністративний центр країни — місто Едо провінції Мусасі, майбутній Токіо, — із містечком Сіракава провінції Муцу.